# 徳山宣鑑
徳山宣鑑（とくざん せんがん）は、中国の唐代の禅僧。諡は見性大師。俗姓は周。簡州陽安県（四川省成都市簡陽市）の出身。
古来、禅者の間では徳山の峻厳な禅風を表す「徳山の棒」は「臨済の喝」と並んで有名である。

## 生涯
若くして仏道に入り、諸経論を学び、律蔵を究めていた。また、常に『金剛経』を講誦していたので、「周金剛」と呼ばれる程であった。
後、石頭宗の天皇道悟の法嗣である龍潭崇信に師事し、その嗣法となり、30年間にわたって、その門下で修禅した。その後、潙山霊祐らに参禅した。
会昌の廃仏時には独浮山の石室で難を避け、宣宗の大中初、復仏により、847年頃（『宋高僧伝』では860年頃）、武陵郡太守の薛延望の要請によって、朗州武陵県（湖南省常徳市武陵区）の徳山に住し、精舎を古徳禅院と号した。
門下からは雪峰義存、巌頭全奯らが輩出した。
咸通6年（865年）12月3日、遷化した。享年84（『景徳傳燈録』では86）、法臘65。

## 徳山の棒
徳山、衆に示して云く、道（い）い得るも也た三十棒、道い得ざるも也た三十棒、速かに道え、速かに道え。—『瓦筌集』
このように、徳山は山を訪れる修行僧を3尺の棒を持って迎えて口上を迫り、是非に関係なく棒で打ったと言われる。一見乱暴な逸話だが、徳山が与えた三十棒は思慮分別の世界に迷う修行者に与えられた禅機である、とする公案である。

## 伝記
- 『宋高僧伝』巻12「唐朗州徳山院宣鑑伝」
- 『景徳伝灯録』巻16「朗州徳山宣鑑禅師」